# بوفيسار سعيديف
بوفيسار سعيديف (الروسية: Бувайса́р Хами́дович Сайти́ев) (11 مارس 1975 - 2 مارس 2025)، هو مصارع أولمبي من روسيا. شارك في الأولمبياد الصيفي في 1996–2008، وفاز بما مجموعه 3 ميداليات. من أبرز إنجازات بوفايسار فوزه ببطولة العالم في المصارعة بين سنة 1995 وسنة 2005. كما فاز ستة مرات ببطولة أوروبا بين سنة 1996 وسنة 2006، وهو بطل أولمبي ثلاثة مرات.

## الميداليات
| ذهب | فضة | برونز | المجموع |
| 3   | 0   | 0     | 3       |

## روابط خارجية
- بوفايسار سايتيف على موقع قاعدة بيانات المصارعة الدولية (الإنجليزية)
- بوفايسار سايتيف على موقع أوليمبيديا (الإنجليزية)